# Rúnar Már Sigurjónsson
Rúnar Már Sigurlaugarson Sigurjónsson (ur. 18 czerwca 1990 w Sauðárkrókur) – islandzki piłkarz występujący na pozycji pomocnika w rumuńskim klubie CFR Cluj oraz w reprezentacji Islandii. Wychowanek Tindastóll, w swojej karierze grał także w takich klubach, jak Ymir, HK, Valur, PEC Zwolle i GIF Sundsvall. Znalazł się w kadrze na Mistrzostwa Europy 2016.